# Jürgen Guddat
Jürgen Guddat (* 17. März 1941 in Halle; † 29. Mai 2018) war ein deutscher Mathematiker und Hochschullehrer.

## Leben

### Ausbildung und Promotion
Guddat schloss seine Schulzeit mit dem Abitur ab. Von 1960 bis 1965 studierte er Mathematik an der Humboldt-Universität zu Berlin. Von 1965 bis 1967 bereitete er sich mit einer wissenschaftlichen Aspirantur auf seine Promotion vor.
1967 absolvierte er eine Zusatzstudium in Bukarest. 1968 promovierte er zum Dr. rer. nat. mit einer Arbeit zum Thema Ein Trajektorienverfahren zur Lösung konvexer Optimierungsprobleme bei František Nožička.

### Berufstätigkeit
Von 1968 bis 1971 arbeitet Guddat als wissenschaftlicher Mitarbeiter an der Humboldt-Universität, Fachbereich Mathematische Optimierung.
1970 folgte ein Zusatzstudium an der Staatlichen Universität Leningrad.
1971 wurde er zum Hochschuldozenten berufen.
1974 habilitierte er sich mit einer Arbeit zum Thema Stabilitätsuntersuchungen in der quadratischen parametrischen Optimierung.
Von 1977 bis 2006 war Guddat ordentlicher Professor an der Humboldt-Universität, Fachbereich Mathematische Optimierung.

### Gastprofessuren
Guddat war Gastprofessor
- 1974 an der Universität Kairo
- 1977 an der Karls-Universität, Prag
- zwischen 1977 und 1999 mehrfach an der Universität von Havanna
- 1981 und 1985 an der Universität Linz
- 1986 und 1989 an der Universität Pisa[2]

## Forschungsschwerpunkte
Guddats Forschungsschwerpunkte waren die parametrische Nichtlineare Optimierung, Homotopieverfahren und Operations Research.
Zusammen mit Dr. W. Gomez, P. Mbunga, Dr. D. Nowack, C. Solano, Prof. Dra. S. Allende (Universidad de la Habana), Prof. F. Guerra (Universidad de las Américas, Puebla), Prof. H. Th. Jongen (RWTH Aachen), Prof. Dr. J.-J. Rückmann (Technische Universität Ilmenau) arbeitete er an dem von der Deutschen Forschungsgemeinschaft geförderten Projekt Parametrische Optimierung .

## Herausgebertätigkeit und internationale Konferenzen
Guddat war Mitherausgeber der Serie Approximation and Optimization, Peter Lang Verlag, Frankfurt a. M., Berlin-Bern-New York-Paris-Wien.
Er arbeitete in den Herausgebergremien von Yugoslav Journal of Operations Research, Journal of Convex Analysis, Revista Investigacion Operacional mit.
Er war Mitglied der Exekutivkomitees der Konferenzserien Parametric Optimization and Related Topics (V (1997 in Tokio), VI (1999 in Dubrovnik)) und Approximation and Optimization in the Caribbean (IV (1997 in Caracas), V (1999 in Pointe-à-Pitre, Guadeloupe)), Chairman des Programmkomitees International Conference on Operations Research (im Zweijahresrhythmus in Havanna, die 4th im März 2000).
Insgesamt organisierte Guddat mehr als 30 wissenschaftliche Konferenzen und kümmerte sich auch um deren Finanzierung.

## Veröffentlichungen (Auswahl)

### Als Autor
- Gemayqzel Bouza Allende, Jürgen Guddat: A new regular multiplier embedding, 2013, Kybernetika Praha
- A. Radwan, Olga Vasilieva, Enkhbat Rentsen, J. Guddat: Parametric approach to optimal control, Optimization Letters 6(7), 2011, doi:10.1007/s11590-011-0377-0
- Jürgen Guddat, Hansjörg Wacker, Walter Zulehner: On imbedding and parametric optimization – A concept of a globally convergent algorithm for nonlinear optimization problems, 2009, doi:10.1007/BFb0121212, in Sensitivity, Stability and Parametric Analysis, S. 79–96
- Jürgen Guddat, Francisco Guerra-Vázquez, Dieter Nowack: On the Role of the Mangasarian-Fromovitz Constraint Qualification for Penalty-, Exact Penalty- and Lagrange Multiplier Methods, 2005, online
- Gómez, W.; Guddat, J.; Jongen, H. Th.; Rückmann, J.-J.; Solano, C.: Critical curves and jumps in linear optimization. (Curvas críticas y saltos en optimizacion no lineal.) (Spanish. English summary) Zbl 1073.90044, Berlin: FIZ Karlsruhe/EMS, European Library of Mathematics (ELibM). electronic, 2000.
- Jürgen Guddat, F. Guerra Vazquez, H. Th. Jongen: Parametric Optimization: Singularities, Pathfollowing and Jumps, John Wiley & Sons Ltd, 1. Dezember 1990, ISBN 0-471-92807-0.
- Bernd Bank, Jürgen Guddat, Diethard Klatte, Bernd Kummer, Klaus Tammer: Non-Linear Parametric Optimization, Mathematische Lehrbücher und Monographien, II. Abteilung: Mathematische Monographien, Band 58. Akademie-Verlag, Berlin, 1982. Auch erschienen bei Birkhäuser, Basel-Boston, 1983. Birkhäuser, Softcover reprint of the original 1st ed. 1983, 11. April 2014, ISBN 3-0348-6330-6, ISBN 978-3-0348-6330-8
- František Nožička, Jürgen Guddat, Horst Hollatz: Theorie der linearen Optimierung, Berlin Akademie-Verlag, 1972

### Als Herausgeber
- Guddat, Jürgen (ed.); Jongen, Hubertus (ed.); Rückmann, Jan-J. (ed.); Todorov, Maxim (Hrsg.): Parametric optimization and related topics VII, Selected papers of the international conference, Puebla, México, March 10–15, 2002. Zbl 1055.90003, Aportaciones Matemáticas: Investigación 18. México: Sociedad Matemática Mexicana (ISBN 970-32-1877-6/pbk), 2004.
- Jürgen Guddat (Herausgeber), Hubertus-Theophilus Jongen (Herausgeber), Bernd Kummer (Hrsg.): Parametric Optimization and Related Topics III (Approximation and Optimization), Peter Lang GmbH, Internationaler Verlag der Wissenschaften, 1. August 1993, ISBN 978-3-631-45799-3.
- Jürgen Guddat (Herausgeber), Hubertus-Theophilus Jongen (Herausgeber), Bernd Kummer (Herausgeber), František Nožička (Hrsg.): Parametric Optimization and Related Topics: v. 2 (Mathematical Research S.), Wiley-VCH Verlag GmbH, 25. März 1991, ISBN 3-05-501290-9.
- Bernd Bank, Jürgen Guddat, Horst Hollatz, Peter Kall, Diethard Klatte, Bernd Kummer, Klaus Lommatzsch, Klaus Tammer, Milan Vlach, Karel Zimmermann: Advances in Mathematical Optimization - Invited papers dedicated to Prof. Dr. h. c. F. Nožička on occasion of his 70th birthday, Akademie-Verlag, Berlin, 1988.